# Sugarloaf (Colorado)
Sugarloaf è un census-designated place (CDP) degli Stati Uniti d'America, situato nello stato del Colorado, nella contea di Boulder.